# 卡姆揚卡 (波皮利尼亞市鎮)
49°55′50″N 29°24′32″E / 49.93056°N 29.40889°E
卡姆揚卡（烏克蘭語：Кам'янка）是位於烏克蘭北部的村莊，由日托米爾州日托米爾區的波皮利尼亞市鎮負責管轄。該村始建於1614年，面積2.93平方公里，海拔高度207米，2001年人口741，人口密度每平方公里253.33人。